# Bernárd Lynch
Bernárd J. Lynch (* 1947 in Ennis, County Clare) ist ein irischer Autor, ehemaliger römisch-katholischer Priester, Psychotherapeut und AIDS-Aktivist.

## Leben
Lynch studierte römisch-katholische Theologie und Psychotherapie. Als ordinierter katholischer Priester war er in New York City tätig. Ab 1982 engagierte er sich dort in der Organisation DignityUSA und arbeitete in der Seelsorge während der AIDS-Krise der 1980er Jahre in New York City. Über seine Arbeit berichtete 1987 der Dokumentarfilm A Priest’s Testament und 1990 der Dokumentarfilm A Soul Survivor. Als Autor verfasste er mehrere Bücher. Seit 2017 ist Lynch mit seinem langjährigen Lebenspartner Billy Desmond verheiratet.

## Werke (Auswahl)
- 1993: A Priest on Trial, London: Bloomsbury Pub Ltd. ISBN 0-7475-1036-9
- 1995: A Land Beyond Tears. In Ide O’Carroll, Eoin Collins (Hrsg.).: Lesbian and Gay Visions of Ireland: Towards the Twenty-first Century. London: Cassell. S. 212–220. ISBN 0-304-33227-5
- 1996: Religious and Spirituality Conflicts. In Dominic Davies, Charles Neal (Hrsg.): Pink Therapy: A Guide for Counsellors and Therapists Working with Lesbian, Gay and Bisexual Clients. Buckingham: Open University Press. S. 199–207. ISBN 0-335-19145-2
- 2003: Love’s Endeavour, Love Expense. In Glen O’Brien (Hrsg.): Coming Out: Irish Gay Experiences. Dublin: Currach Press. S. 260–268. ISBN 1-85607-904-X
- 2012: If It Wasn’t Love, Sex Death & God. Winchester: Circle Books. ISBN 978-1-84694-918-0

## Auszeichnungen und Preise (Auswahl)
- 1988: Magnus Hirschfeld Award